# Campionat d'Espanya de trial 2006
La temporada de 2006 del Campionat d'Espanya de trial fou la 39a edició d'aquest campionat, organitzat per la Reial Federació Motociclista Espanyola. El calendari oficial constava de 7 proves puntuables, celebrades entre el 26 de març i el 5 de novembre. 2 de les proves programades es disputaren als Països Catalans: València (18 de juny) i Tona (5 de novembre).

## Classificació final
Font:
| Posició | Pilot            | Motocicleta | Punts |
| ------- | ---------------- | ----------- | ----- |
| 1       | Toni Bou         | Beta        | 107   |
| 2       | Adam Raga        | Gas Gas     | 104   |
| 3       | Jeroni Fajardo   | Gas Gas     | 87    |
| 4       | Albert Cabestany | Sherco      | 86    |
| 5       | Dougie Lampkin   | Montesa     | 58    |
| 6       | Marc Freixa      | Scorpa/Beta | 56    |
| 7       | Dani Oliveras    | Gas Gas     | 51    |
| 8       | Dani Gibert      | Montesa     | 51    |
| 9       | Xavier León      | Gas Gas     | 38    |
| 10      | Daniel Cuerdo    | Gas Gas     | 28    |

## Categories inferiors
| Categoria    | Guanyador      | Motocicleta |
| ------------ | -------------- | ----------- |
| Sènior B     | José M. Suárez | Beta        |
| Sènior C     | Francesc Recio | Beta        |
| Veterans     | Joan Solé      | Gas Gas     |
| Júnior 250cc | David Millán   | Gas Gas     |
| Júnior 125cc | David Millán   | Gas Gas     |
| Cadets       | Francesc Moret | Sherco      |